# Konstanty Czechowicz (pułkownik)
Konstanty Czechowicz (ur. 10 września 1898 w Tłumaczu, zm. 5 marca 1988 w Londynie) – pułkownik Wojska Polskiego, emigracyjny historyk wojskowości. 

## Życiorys
W 1917 żołnierz Legionów Polskich, po kryzysie przysięgowym w armii austriackiej. Od 1918 w Wojsku Polskim, uczestnik wojny polsko-bolszewickiej. 
Na stopień porucznika został mianowany ze starszeństwem z dniem 1 lutego 1921 roku i 4. lokatą w korpusie oficerów artylerii. W 1932 roku pełnił służbę w 21 pułku artylerii lekkiej w Bielsku. Następnie w kontrwywiadzie. Na stopień kapitana został awansowany ze starszeństwem z dniem 1 stycznia 1936 roku i 10. lokatą w korpusie oficerów artylerii. Wiosną 1939 roku pełnił służbę w Samodzielnym Referacie Informacyjnym DOK V w Krakowie na stanowisku kierownika referatu ochrony.
Uczestnik kampanii wrześniowej, następnie do 1949 w Polskich Siłach Zbrojnych. Wykładowca historii wojen na Polskim Uniwersytecie Na Obczyźnie. Członek Polskiego Towarzystwa Historycznego na Obczyźnie i Polskiego Towarzystwa Naukowego na Obczyźnie. Zajmował się zagadnieniami sztuki wojennej oraz problematyką wojen napoleońskich. autor licznych artykułów ogłaszanych w takich pismach jak: „Przegląd Kawalerii i Broni Pancernej”, „Journal of the Napoleonic Society”. 

## Wybrane publikacje
- Szkice historyczno wojskowe, Londyn: Garby Publications 1975.
- Problemy operacyjne II wojny światowej, Londyn: Garby Publications 1979.

## Ordery i odznaczenia
- Krzyż Oficerski Orderu Odrodzenia Polski - 3 marca 1977[5][4]
- Krzyż Walecznych
- Medal Niepodległości
- Srebrny Krzyż Zasługi